# Portanus retusus
Portanus retusus är en insektsart som beskrevs av Rauno E. Linnavuori och Delong 1979. Portanus retusus ingår i släktet Portanus och familjen dvärgstritar. Inga underarter finns listade i Catalogue of Life.